# Yisrael Bak
Pour l’article homonyme, voir Bak.
Yisrael Bak,,, (en hébreu : ישראל ב"ק), né en 1797 à Berdytchiv et mort en novembre 1874 à Jérusalem, et également appelé par le nom de famille yiddish Drucker (qui signifie « imprimeur »), est un imprimeur, éditeur et figure publique dans le Vieux Yichouv en Palestine au XIXe siècle. Il relance l'impression hébraïque dans la région de Palestine après une interruption de plus de deux cents ans et fonde la première imprimerie hébraïque à Jérusalem,,,.

## Safed et la Galilée
Yisrael Bak naît à Berdychiv, en actuelle Ukraine, en 1797. À l'âge de 19 ans, il ouvre une imprimerie hébraïque qui fonctionne pendant 9 ans. En 1831, pour éviter le recrutement de son fils Nissan par les cantonistes russes, il quitte la région, apportant une presse à imprimer lors de son immigration en Palestine. Il s'installe à Safed et y établit une imprimerie.
En 1834, lors du pogrom de Safed, Bak est blessé et garde une claudication permanente,. Sa précieuse presse à imprimer est gravement endommagée. On dit qu'il pratique également la médecine, bien qu'il ne l'ait pas étudiée de manière formelle. Ainsi, lorsque le gouverneur égyptien du pays, Ibrahim Pasha, tombe malade, Bak l'aide à se rétablir.
Avec la bénédiction du gouverneur, Bak fonde en 1834 une colonie et une ferme sur le mont Jermak (aujourd'hui connu sous son nom hébreu antique, le mont Méron). Bak confie la gestion de la ferme de Jermak à son fils Nissan. Pendant plusieurs années, la ferme connaît un succès financier et, selon des missionnaires en 1839, environ 15 personnes y vivent.
Le tremblement de terre de Safed en 1837 et le changement de gouvernement en Palestine en 1840, à la suite de la guerre égypto-ottomane (1839-1841) qui voit la destitution d'Ibrahim Pasha, entraînent la fin de la colonie juive à Jermak. Des vestiges des bâtiments et des plantations subsistent encore aujourd'hui et le lieu est connu sous le nom de Khirbet Bak (la Ruine de Bak). Le tremblement de terre détruit également ce qui reste de l'imprimerie de Bak à Safed.

## Jérusalem
Après la destruction de la ferme agricole à Jermak et de l'imprimerie à Safed, Bak quitte la Galilée et s'installe à Jérusalem. Un an plus tard, en 1841, il y fonde la première imprimerie hébraïque de Jérusalem, précédée seulement par celle de la communauté arménienne, créée une décennie plus tôt. En 1843, Sir Moses Montefiore, qui avait connu Bak à Safed, offre à Bak une nouvelle presse à imprimer nommée "Moshe et Yehudit", en hommage à Montefiore et à sa femme Judith.
À Jérusalem, Bak rejoint la communauté hassidique et participe activement à la fondation de la synagogue hassidique Tiferet Yisrael dans le quartier juif de la Vieille Ville.
En tant que seul imprimeur à Jérusalem, Bak détient un monopole sur l'impression hébraïque dans la ville. Au début des années 1860, cette situation change avec la création d'une imprimerie concurrente par Yoel Moshe Salomon, Michal HaCohen et Yehiel Brill, où le journal Ha-Levanon est imprimé.
En 1863, Bak commence à publier le journal Havazeleth avec son gendre Israël Dov Frumkin. Ce journal est publié (de manière intermittente) pendant plus de quarante ans.

## Signification du nom de famille
Selon une tradition familiale, le nom de famille Bak est l'acronyme de "Baal Koreh" בעל קורא (Lecteur), un poste occupé par le père de la famille, le rabbin Avraham Bak, dans la synagogue du rabbin Levi Yitzhok de Berditchev. Une autre tradition affirme que l'origine du nom est une abréviation de "Ben Kedoshim" בן קדושים (Fils de Martyrs), provenant du nom de l'un des ancêtres de la famille qui a été tué pour Kiddush Hashem (martyre dans le judaïsme).